# So che ci sei
So che ci sei (Matching Jack) è un film drammatico del 2010 diretto da Nadia Tass con Jacinda Barrett, Richard Roxburgh, Tom Russell e Yvonne Strahovski.
Il film è stato presentato in concorso al Festival internazionale del film di Roma 2010 nella sezione Alice nella città.

## Trama
Dopo una partita di calcio giocata male, Jack finisce in ospedale. La madre Marissa cerca di rintracciare il marito David, il quale sta progettando di lasciarla per un'altra donna. A Jack viene diagnosticata una leucemia e l'unica possibilità di cura sarebbe l'esistenza di un eventuale altro fratello di Jack. Così Marissa indaga sulla vita extraconiugale del marito, per riuscire a scoprire se da una delle sue tante amanti, David ha avuto un altro figlio che potrebbe risultare compatibile come donatore di midollo osseo.